# Монтроуз (Џорџија)
Монтроуз (Џорџија) (енгл. Montrose) град је у америчкој савезној држави Џорџија. По попису становништва из 2010. у њему је живело 215 становника.

## Демографија
Према попису становништва из 2010. у граду је живело 215 становника, што је 61 (39,6%) становника више него 2000. године.
| Група             | 2000.      | 2010.       |
| Белци             | 88 (57,1%) | 138 (64,2%) |
| Афроамериканци    | 63 (40,9%) | 69 (32,1%)  |
| Азијати           | 0 (0,0%)   | 0 (0,0%)    |
| Хиспаноамериканци | 1 (0,6%)   | 8 (3,7%)    |
| Укупно            | 154        | 215         |